# Emil Böse
Diedrich Albert Wilhelm Emil Böse; auch Bose oder Boese (* 8. Juni 1868 in Hamburg; † 8. November 1927 westlich von Sabinal, Texas) war ein deutscher Geologe. Er  bestimmte den Ramsaudolomit und prägte den Namen.

## Leben
Böse promovierte 1893 bei Karl von Zittel in München. Er unternahm Studien des Trias-Gesteins in den italienischen Alpen. In den Berchtesgadener Alpen hielt er sich in der ersten Hälfte der 1890er Jahre auf. Aufgrund einer Fossilfundstelle beim Antenbichl in Ramsau bei Berchtesgaden bestimmte er den Ramsaudolomit. 1898 nahm er eine Stelle als Geologe am Instituto de Geología de México an. 1900 heiratete er, zusammen mit seiner Frau hatte er fünf Kinder. 1915 wechselte er an die Universität von Texas. Während des letzten Teils des Ersten Weltkriegs entschloss er sich, nach Mexiko zurückzukehren, wurde aber als deutscher Reserveoffizier zeitweise durch die US-amerikanischen Behörden interniert. Als Berater war er von 1917 bis 1922 im Süden der Vereinigten Staaten und in Mexiko tätig. Seine Familie zog 1924 nach München. Er starb an den Folgen eines Autounfalls.

## Schriften
- Beiträge zur Kenntnis der alpinen Trias. I. Die Berchtesgadener Trias und ihr Verhältnis zu den übrigen Triasbezirken der nördlichen Kalkalpen. In: Zeitschrift der Deutschen geologischen Gesellschaft, 50, Berlin 1898, S. 468–586, Tafel XVIII
- Beiträge zur Kenntnis der alpinen Trias. II. Die Faciesbezirke der Trias in den Nordalpen. In: Zeitschrift der Deutschen geologischen Gesellschaft, 50, Berlin 1898, S. 695–761
- Die Erdbeben. o. J. ca. 1910